# Anchognatha
Anchognatha is een monotypisch geslacht van spinnen uit de  familie van de Sparassidae (jachtkrabspinnen).

## Soort
- Anchognatha avida Thorell, 1881